# Haematopota rufipennis
Haematopota rufipennis är en tvåvingeart som beskrevs av Jacques-Marie-Frangile Bigot 1891. Haematopota rufipennis ingår i släktet Haematopota och familjen bromsar. Inga underarter finns listade i Catalogue of Life.